# 方杲
方杲（1421年—？），字景輝，直隸廬州府合肥縣人，民籍。明朝政治人物。進士出身。

## 生平
正統六年（1441年）辛酉科應天府鄉試第十四名。正統十年（1445年）乙丑科會試第十名，殿試登進士第二甲第十三名。

## 家族
曾祖方中。祖父方策，曾任工部屯田司郎中。父亲方正，曾任福建布政使司左布政使。